# Eurovision Song Contest 1956
Der 1. Eurovision Song Contest fand nach dem Beschluss der ersten Ausrichtung dieses Wettbewerbs vom 19. Oktober 1955 am 24. Mai 1956 in Lugano in der Schweiz statt, damals unter dem Titel Gran Premio Eurovisione della Canzone Europea. Durch den Abend führte der Schweizer Fernsehmoderator Lohengrin Filipello; er war der bisher einzige männliche Solomoderator des Wettbewerbs.

## Austragungsort
Der Eurovision Song Contest 1956 fand im Teatro Kursaal im schweizerischen Lugano statt. Lugano liegt im italienischsprachigen Kanton Tessin. Auf dem ehemaligen Gelände des 2001 abgerissenen Gebäudes steht heute die Spielbank Casinò Lugano.

## Teilnehmer

Teilnehmende Länder

Bei dem ersten Eurovision Song Contest nahmen die folgenden sieben Länder teil: Belgien, Bundesrepublik Deutschland, Frankreich, Italien, Luxemburg, die Niederlande und die Schweiz. Das Vereinigte Königreich, Dänemark und Österreich verpassten den Anmeldeschluss der Europäischen Rundfunkunion und konnten somit nicht teilnehmen.

### Dirigenten
Jedes Lied wurde mit Live-Musik begleitet – folgende Dirigenten leiteten das Radio Monte Ceneri Orchester bei dem/den jeweiligen Land/Ländern (der musikalische Leiter des Gastgebers ist unterstrichen):
- Niederlande – Fernando Paggi a
- Schweiz – Fernando Paggi a
- Belgien – Léo Souris
- BR Deutschland – Fernando Paggi a
- Frankreich – Franck Pourcel
- Luxemburg – Jacques Lasry
- Italien – Gian Stellari
- Niederlande – Fernando Paggi a
- Schweiz – Fernando Paggi a
- Belgien – Léo Souris
- BR Deutschland – Fernando Paggi a
- Frankreich – Franck Pourcel
- Luxemburg – Jacques Lasry b
- Italien – Gian Stellari

## Abstimmungsverfahren
Jedes Land entsandte zwei Jurymitglieder. Sie bewerteten jedes Lied – auch die Lieder des eigenen Landes – unter Ausschluss der Öffentlichkeit. Über den Vergabemodus der Punkte ist nichts bekannt.

## Platzierungen
Die folgende Tabelle ist nach der Startreihenfolge sortiert:
| Platz | Startnr. | Land           | Interpret              | Lied Musik (M) und Text (T)                                                  | Sprache        | Übersetzung (Inoffiziell)        |
| ----- | -------- | -------------- | ---------------------- | ---------------------------------------------------------------------------- | -------------- | -------------------------------- |
| 1.    | 09       | Schweiz        | Lys Assia              | Refrain M: Géo Voumard; T: Émile Gardaz                                      | Französisch    | –                                |
| –     | 01       | Niederlande    | Jetty Paerl            | De vogels van Holland M: Cor Lemaire; T: Annie M. G. Schmidt                 | Niederländisch | Die Vögel von Holland            |
| –     | 02       | Schweiz        | Lys Assia              | Das alte Karussell M/T: Georg Benz Stahl                                     | Deutsch        | –                                |
| –     | 03       | Belgien        | Fud Leclerc            | Messieurs les noyés de la Seine M: Jean Miret, Jacques Say; T: Robert Montal | Französisch    | Ihr ertrunkenen Herren der Seine |
| –     | 04       | BR Deutschland | Walter Andreas Schwarz | Im Wartesaal zum großen Glück M/T: Walter Andreas Schwarz                    | Deutsch        | –                                |
| –     | 05       | Frankreich     | Mathé Altéry           | Le temps perdu M: André Lodge; T: Rachèle Thoreau                            | Französisch    | Die verlorene Zeit               |
| –     | 06       | Luxemburg      | Michèle Arnaud         | Ne crois pas M/T: Christian Guitreau                                         | Französisch    | Glaube nicht                     |
| –     | 07       | Italien        | Franca Raimondi        | Aprite le finestre M: Virgilio Panzuti; T: Pinchi                            | Italienisch    | Öffnet die Fenster               |
| –     | 08       | Niederlande    | Corry Brokken          | Voorgoed voorbij M/T: Jelle de Vries                                         | Niederländisch | Für immer weg                    |
| –     | 10       | Belgien        | Mony Marc              | Le plus beau jour de ma vie M: Claude Alix; T: David Bee                     | Französisch    | Der beste Tag meines Lebens      |
| –     | 11       | BR Deutschland | Freddy Quinn           | So geht das jede Nacht M: Lotar Olias; T: Peter Moesser                      | Deutsch        | –                                |
| –     | 12       | Frankreich     | Dany Dauberson         | Il est là M/T: Simone Vallauris                                              | Französisch    | Er ist da                        |
| –     | 13       | Luxemburg      | Michèle Arnaud         | Les amants de minuit M: Simone Laurencin; T: Jacques Lasry                   | Französisch    | Die Mitternachtsliebhaber        |
| –     | 14       | Italien        | Tonina Torrielli       | Amami se vuoi M: Vittorio Mascheroni; T: Mario Panzeri                       | Italienisch    | Liebe mich, wenn du willst       |

## Sonstiges
- Jedes Land durfte zweimal auftreten.
- Es existiert nur eine Aufnahme des erstplatzierten Liedes mit Lys Assia[4] und eine Radioaufnahme. Fernsehbilder existieren zeitbedingt nicht mehr.[5]
- Luxemburg: Luxemburg verzichtete auf eine eigene Jury und bat die Jury der Schweiz, stellvertretend für Luxemburg abzustimmen. Spekulativ könnte dies zum Sieg der Schweiz geführt haben. Die EBU vernichtete alle Bewertungen. Nur der Sieger des ESC wurde bekannt gegeben.
- Schweiz: Die Schweiz gewann den ESC bei der ersten Teilnahme. Zudem fand er in der Schweiz statt.

## Übertragung
| Land                      | Sender                 | Moderation/Kommentar          |
| Teilnehmende Länder       | Teilnehmende Länder    | Teilnehmende Länder           |
| ------------------------- | ---------------------- | ----------------------------- |
| Belgien                   | NIR                    | Nand Baert (Niederländisch)   |
| Belgien                   | INR                    | Janine Lambotte (Französisch) |
| BR Deutschland            | ARD                    | Wolf Mittler                  |
| Frankreich                | RTF                    | Michèle Rebel                 |
| Italien                   | Programma Nazionale    | Franco Marazzi                |
| Luxemburg                 | Télé Luxembourg        | Michèle Rebel                 |
| Niederlande               | NTS                    | Piet te Nuyl                  |
| Schweiz                   | TSR                    | Georges Hardy                 |
| Nicht teilnehmende Länder |                        |                               |
| Dänemark                  | Statsradiofonien TV    | Gunnar Hansen                 |
| Österreich                | ORF                    | Wolf Mittler                  |
| Vereinigtes Königreich    | BBC Television Service | Wilfrid Thomas                |